# 冀星
冀星（1974年12月16日—）出生于辽宁省锦州市，毕业于中国传媒大学、北京师范大学，为中国中央电视台主持人。

## 简介
1974年，冀星出生于辽宁省锦州市，父亲是经济学家，母亲是教师，良好的家庭环境和文化素养使得她从小就在演讲、歌唱、文学和主持方面打了基础。
1993年，冀星考入中国传媒大学，大学毕业后，冀星被分配到中国中央电视台工作，主持《与您相约》、《走进电视》节目。

## 主持節目
- 《与您相约》
- 《走进电视》